# Vilachá (Becerreá)
Vilachá (llamada oficialmente San Pedro de Vilachá) es una parroquia y una aldea española del municipio de Becerreá, en la provincia de Lugo, Galicia.

## Organización territorial
La parroquia está formada por siete entidades de población:

### Entidades de población
Entidades de población que forman parte de la parroquia:
- Cantiz
- Monel
- Vilachá
- Vilar de Cancelada

### Despoblados
Despoblados que forman parte de la parroquia:
- Muñez (A Muñeiz)[5]
- Bustelo
- Pumarín de Abaixo

## Demografía

### Parroquia
| Gráfica de evolución demográfica de Vilachá (parroquia) entre 2000 y 2020 |
|                                                                           |
| Datos según el nomenclátor publicado por el INE.                          |

### Aldea
| Gráfica de evolución demográfica de Vilachá (aldea) entre 2000 y 2020 |
|                                                                       |
| Datos según el nomenclátor publicado por el INE.                      |